# Slaget vid Muret
Slaget vid Muret var ett slag 12 september 1213 mellan Aragonska/provensalska trupper å ena sidan och en fransk korsfararhär å andra sidan.
Simon de Montfort, som under albigenserkriget ledde en korsfararhär mot de kätterska katarerna i Sydfrankrike, belägrades i Muret av till antalet vida överlägsna trupper tillhöriga Raymond VII av Toulouse och Peter II av Aragonien. Eftersom Simons enda hopp var att ta initiativet förde han ut sina riddare ur staden och red i en vid båge mot fiendens läger. Anfallet kom som en fullständig överraskning, och kung Peter, som i striden skall ha klätt sig i en vanlig riddares rustning inte kunde kännas igen av varken vän eller fiende blev nedhuggen på platsen, därefter råkade det Aragonska ifanteriet i panik, och Raymonds kavalleri tvingades retirera.